# Filippo Trigona
Filippo Trigona (Piazza, 1º novembre 1735 – 2 gennaio 1824) è stato un vescovo cattolico italiano.

## Biografia
È nato il 1º novembre 1735 a Piazza, attuale Piazza Armerina, allora nella diocesi di Catania.
È stato ordinato presbitero il 7 dicembre 1860.
Il 18 settembre 1807 papa Pio VII lo ha nominato vescovo di Siracusa; ha ricevuto l'ordinazione episcopale il successivo 20 giugno da un suo lontano parente Antonio Maria Trigona, vescovo ausiliare di Catania.
È morto il 2 gennaio 1824 dopo 16 anni di governo pastorale della diocesi.

## Genealogia episcopale e successione apostolica
La genealogia episcopale è:
- Cardinale Scipione Rebiba
- Cardinale Giulio Antonio Santori
- Cardinale Girolamo Bernerio, O.P.
- Arcivescovo Galeazzo Sanvitale
- Cardinale Ludovico Ludovisi
- Cardinale Luigi Caetani
- Cardinale Ulderico Carpegna
- Cardinale Paluzzo Paluzzi Altieri degli Albertoni
- Papa Benedetto XIII
- Papa Benedetto XIV
- Papa Clemente XIII
- Cardinale Enrico Benedetto Stuart
- Vescovo Corrado Maria Deodato Moncada
- Vescovo Antonio Maria Trigona
- Vescovo Filippo Trigona

La successione apostolica è:
- Vescovo Sebastiano Brisciano (1818)